# Julien's Restorator
Ne doit pas être confondu avec Restaurant Julien.
Pour les articles homonymes, voir Julien.
Le Julien's Restorator est l'un des premiers restaurants établis à Boston, dans le Massachusetts de 1793 à 1823, par le français Jean-Baptiste Gilbert Payplat, dit Julien. Auparavant, il n'existait que des « tavernes ou des pensions de famille ».

## Histoire
Réfugié de la Révolution française, Julien déménage aux États-Unis comme cuisinier. Avant 1793, il sert comme intendant de M. Letombe, consul de la République française, et d'autres amis et associés comme Jean Anthelme Brillat-Savarin.

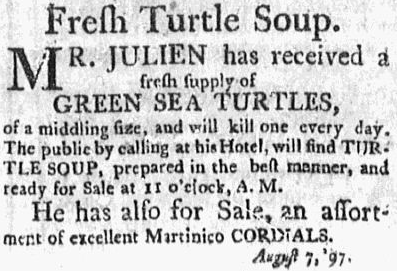
Publicité en anglais pour la soupe de tortue du Julien's Restorator en 1797.

Le restaurant ouvre ses portes en juillet 1793 comme « une station où les infirmes dans la santé, la convalescence, et ceux dont l'attention aux occasions d'affaires studieux [se lassent] de la nature, peuvent obtenir la nourriture la plus adaptée [...] : excellents vins et liqueurs, soupes et bouillons, de bonnes pâtisseries dans toute sa variété, bœuf délicieux, du bacon, de la volaille [...] Chaque visiteur peut commander tout ce qui peut le mieux convenir à son appétit ».

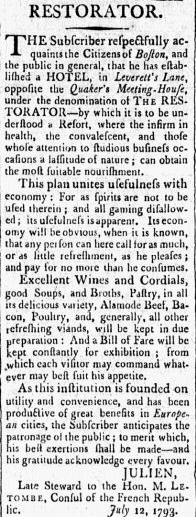
Publicité en anglais pour le restaurant en 1793.

L'activité se tient à Congress Street dans la maison en face du temple des quakers dans le quartier financier, puis en 1794 à Milk Street (au coin de Congress St.) dans la maison dernièrement occupée par M. Thomas Clements,. Le bâtiment est construit de 1670 à 1671 par Henri Bridgham,. Julien a été « agréablement surpris de recevoir de l'air frais qui est nécessaire à la convalescence et aux étrangers ». L'établissement était appelé « Julien », le « Boston Restorator », le « Mr Julien's French Restorator », le « Julien's Restorator », ou encore « The Restorator ».
Selon les historiens de l'alimentation, Julien « était célèbre pour ses soupes et les ragoûts », d'où son surnom « Prince of Soups » (en français : « le Prince des Soupes »). Le mérite de Julien était d'avoir emmené en Amérique la julienne pour la composition de légumes en longues bandes étroites pour réaliser sa spécialité qu'est la soupe de tortue. Julien souligne que cette soupe a des propriétés médicales : « la soupe de tortue est efficace dans la purification du sang », selon la thèse célèbre de Tissot sur ce sujet, et selon Buffon, le grand naturaliste qui a découvert le caractère bénéfique des animaux amphibies. « Ceux qui boiront cette soupe doivent s'attendre à ce qu'elle soit fort épicé ». « De nombreux médecins célèbres et l'académie de Paris ont recommandé [...] comme le 1er établissement d'un restaurateur à Paris qui était contre l'épicurisme, [d'être] pour le bénéfice de ces malades qui se nourrissaient pour renforcer leur estomac », donnant ainsi l'opportunité à Julien de faire goûter sa soupe de tortue. Il souligne également la bonne santé de ses clients grâce à ses sirops, tels que le sirop de Naples, le sirop de vinaigre, le sirop d'orge, et ses vins bourdelois, qui sont tous calculés pour renforcer et dynamiser le système de la nature pendant les chaleurs d'été.

Le style unique de Julien et son inspiration résonnent chez ses concurrents, et par exemple dans une parodie littéraire dans le journal New England Palladium en 1801 : 

« À l'imitation de M. Julien, je veux vous dire que j'ouvre une maison d'entretien public, où chaque épicurien intellectuel peut être heureux avec son plat préféré. Le moraliste doit être régalé avec l'éthique, le philologue critique [...] et les dames seront livrées avec des remarques sur la tenue vestimentaire et la mode. Après les repas somptueux offerts par Tatler, The Spectator, The Guardian, Rambler et Cie, tous les candidats succédant à la faveur public, dans cette province, doivent apparaître au désavantage. J'ai la présomption d'imaginer que je peux produire quelque chose qui peut rivaliser, au point d'excellence, avec des mets de choix de ces traiteurs capables. Mais comme la situation et les habitudes du nouveau monde diffèrent considérablement de ceux de l'ancien, si je dois être le bonheur d'étonner le goût de mes clients, je n'ai pas d'opinion moyenne de ma cuisine. »

Parmi les évènements qui ont eu lieu dans le restaurant, il s'est déroulé un dîner du 1er régiment en 1798 pour le jour de l'Indépendance et les célébrations de l'anniversaire de la « Boston Franklin Typographical Association » entre 1803 et 1805,,.
Julien meurt en 1805 et est enterré dans le Central Burying Ground de Boston. Sa femme, Hannah, continue à s'occuper du restaurant jusqu'en 1813,. Autour de 1816, la direction du restaurant a été poursuivie par un compatriote de M. Julien nommé Frédéric Rouillard, jusqu'en 1823. Le bâtiment est démoli entre 1824 et 1825. Edward H. Robbins construit sur l'ancien site du restaurant un multi-espace de montage fonctionnel nommé le « Julien Hall » en l'honneur du restaurant aujourd'hui disparu.

## Pour approfondir